# Roscoe River
Roscoe River är ett vattendrag i Kanada.   Det ligger i territorierna Nunavut och Northwest Territories, i den norra delen av landet, 3 700 km nordväst om huvudstaden Ottawa.